# سنت-ژرژ-سور-آرنون
سنت-ژرژ-سور-آرنون (به فرانسوی: Saint-Georges-sur-Arnon) یک کمون در فرانسه است که در اندر واقع شده‌است. سنت-ژرژ-سور-آرنون ۲۳٫۸۷ کیلومتر مربع مساحت و ۵۳۳ نفر جمعیت دارد و ۱۳۰ متر بالاتر از سطح دریا واقع شده‌است.